# Ar-Risz
Ar-Risz – miasto w Maroku, w regionie Dara-Tafilalt. W 2014 roku liczyło 25 992 mieszkańców.